# Marrakech Challenger 1987
Il Marrakech Challenger 1987 è stato un torneo di tennis facente parte della categoria ATP Challenger Series nell'ambito dell'ATP Challenger Series 1987. Il torneo si è giocato a Marrakech in Marocco dal 23 al 29 marzo 1987 su campi in terra rossa.

## Vincitori

### Singolare
Tarik Benhabiles ha battuto in finale  Francisco Yunis con il punteggio di 6–2, 7–5

### Doppio
Tarik Benhabiles /  Carlos Di Laura hanno battuto in finale  Jim Pugh /  Magnus Tideman con il punteggio di 4–6, 6–3, 6–4